# Česko na Zimních paralympijských hrách 2010
Česko na Zimních paralympijských hrách 2010 reprezentovalo 18 sportovců (17 mužů, 1 žena). Závodili v alpském lyžování a sledge hokeji.
Česká výprava získala 1 medailí a umístila se na děleném 20. místě v pořadí národů.

## Medaile
| Medaile | Sportovec      | Sport           | Disciplína | Kategorie         |
| ------- | -------------- | --------------- | ---------- | ----------------- |
| bronz   | Anna Kulíšková | alpské lyžování | super G    | zrakově postižení |

## Sportovci

### Alpské lyžování
muži
- Oldřich Jelínek
- Radim Kozlovský
- Stanislav Loska

ženy
- Anna Kulíšková

### Sledge hokej
- Jiří Berger
- Erik Fojtík
- Michal Geier
- Zdeněk Hábl
- Miroslav Hrbek
- Zdeněk Klíma
- Zdeněk Krupička
- Pavel Kubeš
- Tomáš Kvoch
- Jan Matoušek
- David Palát
- Jiří Raul
- Zdeněk Šafránek
- Michal Vápenka